# پست سرپسکی
پست سرپسکی (انگلیسی: Pošte Srpske) شرکت پست بوسنی و هرزگوین است، که در سال ۱۹۹۶ تأسیس شد.